# Mary Faber
Para la cantante, véase Mary Faber.
Mary Faber también llamada Mary Faber de Sanger (aproximadamente 1798, Freetown, Guinea-Conakry – después de 1857), fue una comerciante de esclavos. De los años 1830 hasta 1852, fue una figura dominante del Comercio atlántico de esclavos en Guinea, conocida por su conflicto con el británico Escuadrón Antiesclavitud de África Occidental.

## Vida
Mary Faber nació en Freetown, hija de colonos afroamericanos de Nueva Escocia. En 1816, se casó con el naviero estadounidense Paul Faber (fallecido en 1851), que en 1809 se había establecido como comerciante de esclavos en la región de Conakri. 
Su marido estableció la base de su negocio en Sangha en el río Pongo, donde la pareja tuvo una "fábrica de esclavos", es decir, un fuerte de esclavos, en un equilibrio de poder con otros comerciantes de esclavos que también reunían esclavos en la misma región. Su marido era responsable de los barcos negreros que transportaban esclavos a Cuba, mientras Mary Faber era responsable de las operaciones en el río Pongo: dado que su marido estaba casi constantemente ausente, ella tenía virtualmente todo el poder en el fuerte, y no se sabe que su marido haya estado involucrado en negocios allí después de mediados de los años 1830.
Según los informes, había 6.000 esclavos en el fuerte Faber en 1827.

### Comercio de esclavos
Para evitar las acciones del Escuadrón Real Antiesclavitud, que hacía redadas y destruía fuertes de esclavos después de la abolición del comercio de esclavos británica, como otros comerciantes de esclavos, Faber transformó sus fuertes en plantaciones, para camuflar los esclavos como trabajadores domésticos no pretendidos para exportación.
A través de su responsabilidad en la base de la compañía, Mary Faber era también responsable de la complicada política de alianzas y equilibrio de poder con las tribus locales y otras familias de mercaderes, ya que la región estaba dominada por comerciantes de esclavos libres que se apoyaban en esclavos que operaban diversas alianzas con tribus locales implicadas en conflictos y guerras entre ellas, cuyos vencidos eran vendidos. Mary Faber, como otros comerciantes de esclavos, tenía su propio ejército privado, que comandaba durante los conflictos. En los años 1838–40, libró una guerra contra su rival comercial William Ormond en Bangalan.  Ormond se alió con ciertos agentes en Freetown, lo que significó que Faber le pudo retratar como un aliado de los mulatos (afroamericanos liberados e instalados en la capital, mal vistos por los autóctonos) e hizo posible una alianza para ella con la tribu Fulani, cuyo jefe retiró su protección a Ormond, dando la victoria a Faber lo que la convirtió en la principal comerciante de la región.
En 1842, Mary Faber y su colega Bailey Gomez Lightburn unieron sus ejércitos para ayudar a sus aliados, los fulanis, para saquear la capital de los Sosso, Thia, cuando estaban debilitados por una lucha por el trono, e instalando su propio candidato en él, lo cual benefició a los fulanis, a Faber, y a Lightburn.  La década de 1840 es descrita como un periodo de gran floración para el comercio de la región. Al mismo tiempo, como otros comerciantes de esclavos, Faber empezó gradualmente a transferir sus intereses al cultivo de cacahuete y café, a pesar de que el comercio de esclavos continuó clandestinamente en paralelo.

### Declive
El 17 de enero de 1852, los británicos y Sierra Leona, de acuerdo con el gobernante local, impusieron la prohibición del comercio de esclavos en la región, una prohibición que la región inferior del río ya había adoptado. Mary Faber, que percibió el tratado como un acto hostil de los comerciantes de la parte baja del río en alianza con los "mulatos" de Freetown y también como una manera de liberar a la tribu sosso de esa región del poder de su aliada la tribu fulani, lo que dañaría su negocio, cerró la alianza con sus colegas Lightburn y Charles Wilkinson y devastó la región de los sosso en la parte inferior del río. Sin embargo, la guerra terminó con una derrota para Faber y sus aliados (1855), y su fuerte de esclavos fue incendiado. La familia Faber pudo reconstruir su fuerte y continuar el negocio.
En el mismo 1852, Mary Faber entregó la compañía a su hijo William Faber, que continuó con el comercio de esclavos hasta al menos 1860. Mary Faber es mencionada por última vez por misioneros en 1857, ya solo en la función de matriarca familiar y madre de William Faber.